# 佐藤雄一 (俳優・演出家)
佐藤 雄一（さとう ゆういち）は日本の俳優、演出家である。

## 概要
東京俳優生活協同組合付属俳優養成所に入所し、同期には中田博之、金井節などがいた。卒業後、そこの演劇講師であった手塚敏夫の主宰する劇舎―燐（しばいや―りん）に入団。先輩には青柳文太郎、伊倉一恵、本多知恵子が在籍していた。燐解散後、そこのメンバーであった中村淳之介が旗揚げした劇団冒険団に参加。
その後、旅公演を主とする劇団を転々とし、客演活動を続けていたが「自分が本当にやりたい芝居」を目指していないことに気づき、旅生活にピリオドを打つ。俳優養成機関スタジオCAN（すたじおきゃん）を設立し、そこのメンバーを中心に劇団CANプロを旗揚げした。

## 出演作品

### テレビ
- TBSニュースの森再現VTR

### ラジオCM
- コミック劇画村塾（1983年）

### 舞台
- 外は陽炎つむじ風（1984年、劇舎―燐）‐ 農民、町民、侍役
- うちゅうじん（1985年、劇舎―燐）‐ 男2役
- 黄昏の街から（1985年、劇団統一劇場）‐ 源三役か
- ピアニストとカラス（1986年、劇団希望舞台）‐ 炭鉱夫役
- 星のかなたに（1986年、劇団冒険団旗揚げ公演）‐ 早乙女役
- 二十一世紀のタイムトラベラー（1986年、劇団冒険団）‐ 博士役
- あした天気になれ（1987年、劇団希望舞台）‐ 北爪常次役
- ムラは三・三・七拍子（1988年、劇団ふるさときゃらばん）‐ 若目田祐一役
- 天までとどけ（1992年、劇団希望舞台）‐ 専務役（93年から研二役）
- 青い空が見えるまで（1994年、劇団希望舞台）‐ 時兼明雄役
- 男のロマン女のフマン（1995年、劇団ふるさときゃらばん）‐ 村の助役役
- パパは家族の用心棒（1996年、劇団ふるさときゃらばん）‐ 幸次郎役
- OH!マイSUN社員（1997年、劇団ふるさときゃらばん）‐ 横田部長役

## 舞台演出
※注記のないものはすべてCANプロ
1997年
- 東京物語（グッドフェローズプロデュース）

2002年
- カレッジ・オブ・ザ・ウィンド

2003年
- 絢爛とか爛漫とか
- テイク・ザ・マネー・アンド・ラン

2004年
- 父帰る
- 淡雪の頃
- マクベスの妻と呼ばれた女

2005年
- マクベスの妻と呼ばれた女（京王それいゆPREZNTES）
- 雨も僕もきっと…
- 煙が目にしみる

2006年
- 夏色の風
- 日曜ナビがオルガンを弾いた

2007年
- ジュリエットたち
- 見よ、飛行機の高く飛べるを

2008年
- 夫婦レコード
- 時の物置

2009年
- ひなあられ
- 春立ちぬ

2010年
- 永遠の夏休み
- マクベスの妻と呼ばれた女（再演）

2011年
- 箱のお家
- 石に願いを

2012年
- 傘をなくして～RECEPTACLE～
- 弟帰る

2013年
- 僕らが歌をうたう時
- 椿荘の四季

2014年
- 橋を渡ったら泣け

2015年
- 虹色の伝説
- 田中さんの青空

2016年
- 禁忌なるノベリスト
- 変な女の恋

2017年
- 記憶パズル
- シングルマザーズ

2018年
- 母の法廷
- まほろば

2019年
- 魔女の夜
- 神様がくれた贈り物
- リンゴトナイフ

2021年
- お月さまの悪戯
- とんでもない女

2022年
- 新・楽屋
- 三通の遺書

### アクティングメソード
1998年
- ベーシックアクティングワークショップ　sutdio CAN

1999年
- スタジオCAN設立

2006年・2019年
- 日本サッカー協会レフリングアカデミー（アクティングワークショップ）

### 講演
2016年
- 日本サッカー協会第二回JAFフットボールカンファンレンス2016「その気にさせる」